# 五月山
五月山（さつきやま）は、大阪府池田市から箕面市にかけて連なる北摂山系の山地と大阪平野の境界部に当たる山で、大阪50山の一つ。はっきりとしたピークはなく、日の丸展望台脇の三等三角点を一般に標高としている。かつては池田山と呼ばれた。三角点に『標高314.9m。千代山（チヨヤマ）』と表記あり。

## 概要
市街・住宅地（五月丘）の近くに自然が残された里山として貴重な存在であり、ニホンザル、タヌキ、ニホンジカやニホンイノシシも生息する。山麓は五月山公園として整備されおり、桜や紅葉の名所として知られ、ハイキングを楽しむ人も多い。山上にはドライブウェイが通じ、展望台、墓苑、ゴルフ場、神社などがある。五畿内志の摂津志には「佐伯山、池田村の北にあり、今は訛って五月山と呼ぶ」と記されている。
伝承によると、池田カンツリー倶楽部のある場所に、衣懸松（きぬかけのまつ）と呼ばれる松の木がかつて存在したとされ、現在は記念碑が設置されている。クレハトリとアヤハトリが機で織った布を、衣懸松に掛けて干したとされる。衣懸松は、絹掛けの松、衣掛の松などとも表記され、「きぬがけのまつ」とも読まれる。

## 自然
五月山の大部分は、古生代から中生代の岩石で構成されているが、一部には花崗岩や石英閃緑岩が露出しているところもある。また、鮮新世末から更新世にかけて生成された大阪層群が、山の表面層に随所に見られる。周辺には複数の断層が東西から北東に向かって主稜線と平行に走っている。有馬-高槻断層帯が山の南側にあり、北側には余野断層がある。
石澄川と杉ヶ谷川が流れており、周辺には猪名川と久安寺川が流れている。山中には落差25メートルの石澄滝をはじめ、いくつかの滝が点在している。

## 登山
市街地から近く登山道の整備もされていることから、登山コースとしても知られている。登山道への入り口は、市街地に面した南側に点在しており、山中には8つのコースが整備されている。道中には広場やベンチ、展望台が整備され、四季折々の景色を楽しむ登山客が多い。

## 眺望と夜景
五月山からは開けた景色を望むことができ、北は川西市北部の山々が、西は六甲山の山系やその麓の街灯りが望める。南には大阪平野が広がり、大阪湾の海岸や大阪国際空港(伊丹空港)・関西国際空港から離着陸する飛行機もはっきりと見ることが出来る。東は生駒山まで眺望可能。空気が澄んでいれば六甲アイランドや淡路島、紀伊半島の紀伊山地まで望むことができる。市街地との距離が近いため、立体感のある展望が楽しめる。5箇所の展望台が整備されており、ドライブウェイ・ハイキングコースからも眺望ができ、大阪府内随一の夜景スポットとしても有名である。
5箇所の展望台全て、山の麓にある登山道から徒歩でのアクセスも可能。

### 一望台
五月山の麓にある展望台。徒歩でのアクセスが可能。周辺には五月山動物園や五月山公園がある。

### 秀望台
五月山の中腹、標高約140mにある展望台。南西方向に展望が開け、新猪名川大橋や六甲山まで眺めることが出来る。鳥居越しに望む景観が有名。

### 五月台
秀望台からは徒歩5分程度の展望台で、北西方面に展望が開けている。

### 五月平展望台
五月山ドライブウェイ途中にある、駐車場の整った展望台。大阪平野や大阪湾周辺を、視界を遮るものなく一望することができ、大阪随一の夜景スポットとして有名である。五月平展望台下にはがんがら火祭りの際に点火する大文字台があり、周辺からの眺望も有名。

### 日の丸展望台
五月山の山頂付近(三等三角点付近)にあり、駐車場とトイレが整備されている。螺旋状の展望塔がある。

## アクセス
最寄り駅は阪急宝塚本線池田駅である。
- 大阪府道9号箕面池田線
- 阪急バス五月山公園・大広寺バス停など

## 周辺施設
- 五月山公園
- 池田市立五月山動物園 - ウォンバット、アルパカがいることで知られる。
- 五月山緑地都市緑化植物園
  - 五月山児童文化センター